# نيفينا بوجوفيتش
 نيفينا إيفانوفيتش (الصربية السيريلية:Невена Ивановић؛ قبل الزواج Невена Божовић؛ نيفينا بوجوفيتش من مواليد 15 يونيو 1994) كاتبة أغاني مغنية صربية ظهرت لأول مرة بتمثيل صربيا في مسابقة الأغنية الأوروبية جونيور 2007 مع أغنية "Write Me"، في المرتبة الثالثة. صعد الوصيفة في مسابقة الغناء تلفزيونيا صوت الأول من صربيا في عام 2013، في منتصف يوليو 2017، شاركت في مهرجان سلافيانسكي بازار الشهير في فيتيبسك، الذي يجمع المشاركين من جميع أنحاء أوروبا الشرقية للاحتفال بالموسيقى السلافية.

## روابط خارجية
- نيفينا بوجوفيتش على موقع IMDb (الإنجليزية)
- نيفينا بوجوفيتش على موقع ميوزك برينز (الإنجليزية)
- نيفينا بوجوفيتش على موقع أول ميوزيك (الإنجليزية)
- نيفينا بوجوفيتش على موقع ديسكوغز (الإنجليزية)